# Kihalás
A biológiában kihaláson, vagy idegen szóval extinkción (latinul: extinctio) egy rendszertani faj vagy más taxon létének megszűnését értjük, aminek következtében csökken a biológiai környezet változatossága. A kihalás pillanatát általában az adott faj utolsó egyedének halálával egyidejűsítik (noha előfordulhat, hogy a szaporodás és visszatelepülés lehetősége már korábban elveszett). Mivel egy faj elterjedtsége és potenciális egyedszáma rendkívül széles skálán mozoghat, ezen pillanat meghatározása meglehetősen bonyolult, így visszamenőleg állapítják meg. Ez a nehézség vezet az olyan esetekhez, mint amilyen a Lázár-taxoné, ahol a kihaltnak nyilvánított faj hirtelen „újra felbukkant” (tipikusan őskövületekben) egy látszólagos hiányidőszak után.
Az evolúció során új fajok jelennek meg, ez a fajképződés folyamata. Organizmusok új variációi jönnek létre és növekednek, amíg képesek lesznek egy ökológiai fülkét találni és kiaknázni. Más fajok pedig kipusztulnak, mikor már nem képesek túlélni környezetük változó feltételeit, vagy fejlettebb versenytársakkal szembesülnek. Egy tipikus faj első megjelenésétől számítva tízmillió éven belül válik kihalttá – azaz ennyi a fajöltő –, de néhány faj, az úgynevezett élő kövületek, gyakorlatilag változatlanul átvészelnek több százmillió évet is. Ezer egykor létezett faj közül csupán egynek élnek mai leszármazottaik is.

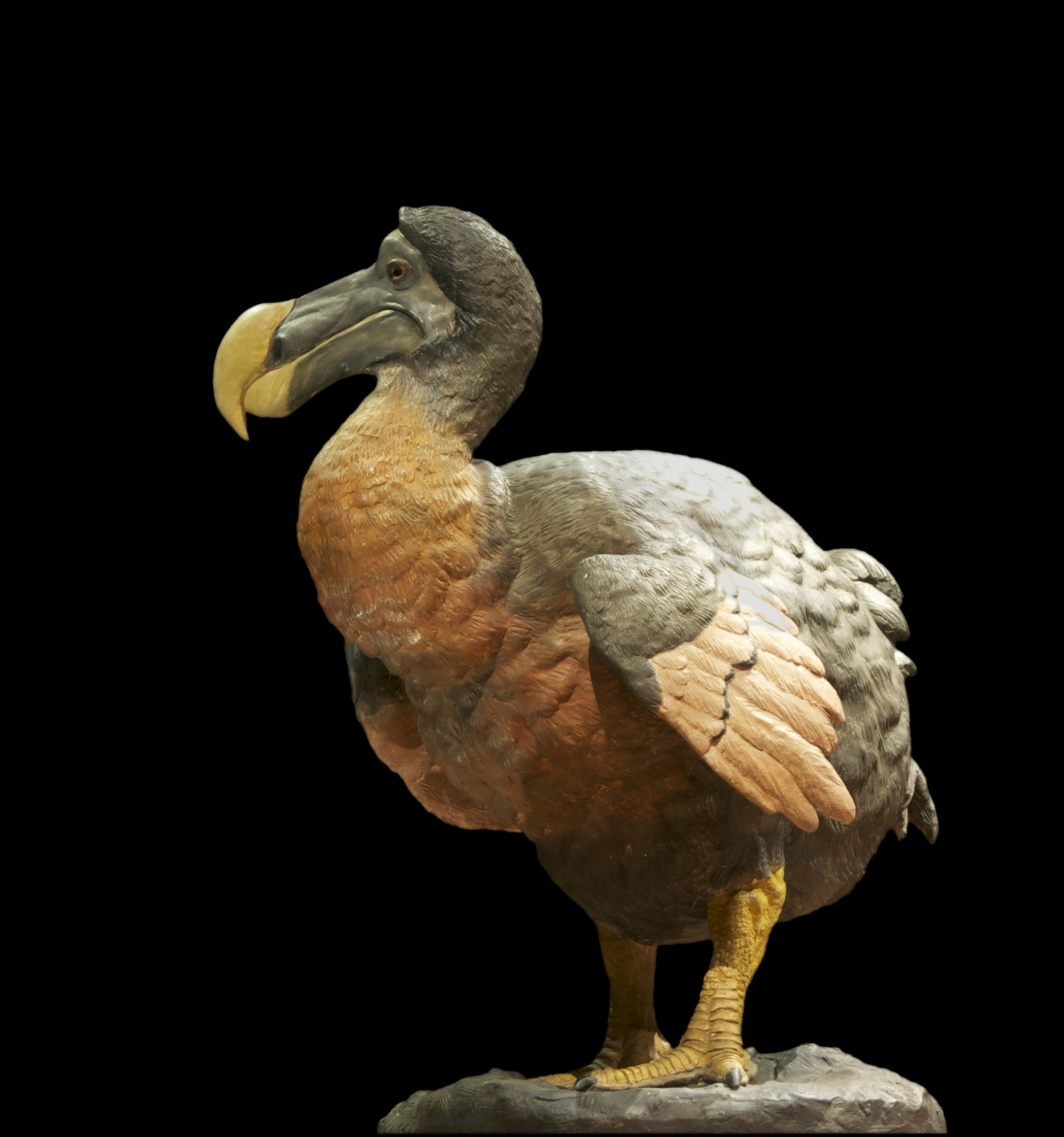
A kihalásra gyakran a képen látható dodót említik példaként.

Az emberek elterjedése előtt a Földön a kihalás általában folyamatosan alacsony szinten ment végbe, a tömeges kipusztulások viszonylag ritka esetek voltak. Megközelítőleg százezer évvel ezelőtt kezdődött, és az emberek számának és elterjedtségének növekedésével esett egybe, hogy a fajkipusztulások a kréta-Harmadidőszakban történt kihalás óta példátlan számban megnövekedtek. Ez a holocén idei kihalásként ismert, s a hatodik az eddig ismert nagyobb kipusztulási események közül. Egyes szakértők becslése szerint a ma élő fajok akár fele is kihalhat 2100-ra.

## Definíció

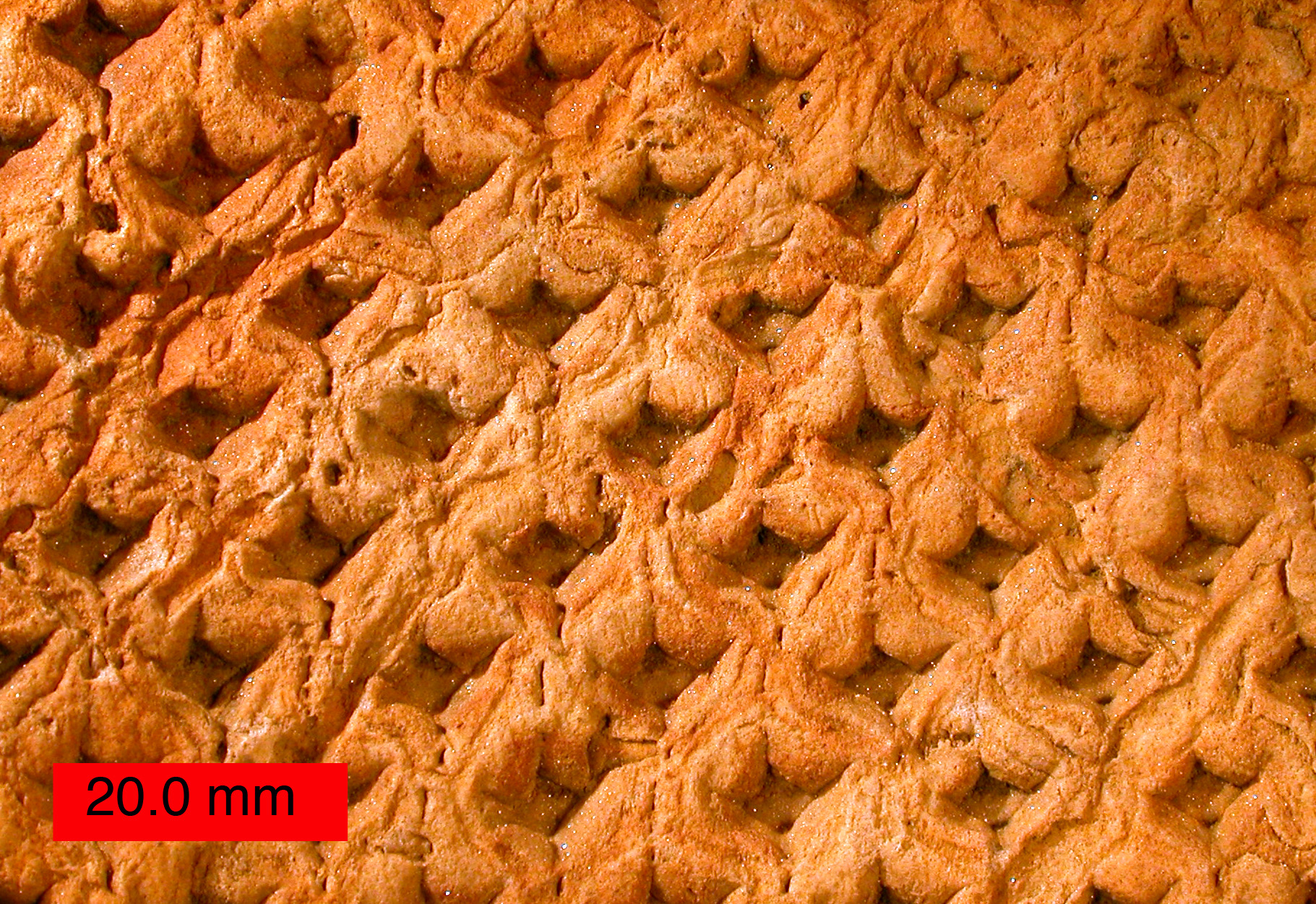
A karbon időszak után, valószínűleg az újabb fajokkal való versengés során kihalt Lepidodendron kérge.

Egy faj akkor hal ki, amikor az utolsó megmaradt képviselője is elpusztul. A kihalás akkor válik elkerülhetetlenné, amikor a fajnak egyetlen szaporodásra képes egyede sincs életben, így nem jöhet létre új generáció. Funkcionálisan kihalt egy faj, ha már csak maroknyi egyede létezik, azok pedig nem képesek szaporodni, mert rossz az egészségi állapotuk, túl idősek, túl nagy területen, túlságosan ritkán helyezkednek el, hiányzik valamelyik ivar (az ivarosan szaporodó fajoknál) vagy más okokból.
Egy faj kihalásának (vagy látszólagos kihalásának) megállapításához szükséges, hogy az adott faj egyértelműen meg legyen határozva. Ahhoz, hogy kihaltnak nevezhessük, a fajnak egyértelműen elkülöníthetőnek kell lennie az őseitől, a leszármazott fajoktól és más közeli rokonaitól. A fajok kihalása (vagy leszármazott fajjal való kiváltódása) kulcsszerepet játszik Stephen Jay Gould és Niles Eldredge megszakított egyensúly-elméletében.
Az ökológiában informálisan kihalásnak nevezik a lokális kihalást is, amikor egy faj megszűnik létezni a vizsgált területen, de máshol még élnek egyedei. A helyi kihalás után gyakran más területekről új fajok települnek be, az eredeti faj helyére.  A ki nem halt fajokat meglévő fajoknak hívják, a kihalás felé haladó fajokat veszélyeztetettségi státuszuk szerint kihalófélben lévő, végveszélyben lévő, sebezhető vagy mérsékelten veszélyeztetett fajoknak nevezik.
A jelenkori kihalási eseményeknek sajátossága, hogy az emberek megpróbálnak megmenteni egyes kritikusan veszélyeztetett fajokat. Erre utal a „vadon kihalt” veszélyeztetettségi státusz megkülönböztetése is. A Természetvédelmi Világszövetség által itt felsorolt fajoknak nincsenek vadon élő példányai, kizárólag állatkertekben vagy egyéb mesterséges környezetben élnek. Néhány ilyen faj funkcionálisan kihalt, mivel már nem képezi részét természetes életterének és valószínűtlen, hogy példányai valaha visszakerüljenek oda. Amikor csak lehetséges, a modern állattani intézmények megpróbálnak olyan minimális populációméretet fenntartani, ami lehetségessé teszi a faj jövőbeni újratelepítését, megfelelő tenyésztési programok útján.
Egy faj vadon élő állományának kipusztulásának dominószerű hatása lehet, további kihalásokat okozva. Ezt „kihalási lánc”-nak is nevezik.

## Külső hivatkozások

### Magyar nyelven
- Kihalt és kihalással fenyegetett állatok listája

### Angol nyelven
- Committee on recently extinct organisms
- Recently Extinct Animals